# SAGA (genetyka)
Kompleks SAGA, SAGA – wielobiałkowy kompleks u drożdży, katalizujący i regulujący ekspresję genomu. Składa się przynajmniej z 15 białek o łącznej masie ok. 1,8 miliona i ma wymiary 18x28 nm (większy od oktameru rdzeniowego histonu). W skład SAGA wchodzi białko GCN5 o aktywności HAT (acetylotransferaza histonów), grupa białek podobnych do bialka TBP oraz pięć białek TAF